# Rapid Urban Flexible
Rapid Urban Flexible (RUF) er et danskudviklet koncept for et transportsystem, som kombinerer fordelene ved vejtransport med fordelene ved jernbaneskinnetransport. Systemet er udviklet under navnet RUF, og ifølge opfinderen, civilingeniør Palle R. Jensen, kom det lange navn først til verden under en produktpræsentation i USA. Modtagerne af præsentationen var overbevist om at der måtte være tale om en forkortelse, så det nuværende navn er den bedst dækkende kombination af ord der starter med R, U og F.

## Koncept
RUF er et system der blev udviklet i slutningen af 1980'erne, med det formål at kombinere fordelene fra den kollektive trafik med fordelene fra den individuelle transport i bil. Primært høj transportkapacitet og fleksibilitet med hensyn til udgangspunkt og endemål for en rejse. De centrale elementer i systemet er et elektrisk køretøj med en aktionsradius på ca. 50 km, og et skinnesystem med knudepunkter for hver 5 km. Fleksibiliteten opnås ved køretøjets mulighed for at færdes på de etablerede vejnet. Den høje kapacitet opnås på skinnesystemet, hvor de enkelte køretøjer samles i vogntog, der kører med en gennemsnitlig hastighed på 120 km/t mellem knudepunkterne. Ved de enkelte knudepunkter sænkes farten til 30 km/t. I knudepunkterne kan de enkelte "tog" adskilles i enkelte køretøjer, hvis et køretøj har endemål ved dette knudepunkt.
Med denne flydende opdeling er det derfor muligt at samle køretøjer der har forskellige ruter til en samlet enhed, og derved opnås den høje kapacitet og lavere luftmodstand. Tilsvarende er de enkelte køretøjer, når de er adskilte, frie til at fortsætte til deres endelige mål, og dermed opnås den fleksibilitet der er kendt fra den individuelle trafik. 
Køretøjerne kan være biler, minibusser eller fragtbiler. Deres lille batteri oplades ved kørsel på skinnen, og batteriet driver derefter køretøjet ved kørsel udenfor skinnen.
Et prototypesystem blev bygget til udvikling og undervisning på Ingeniørhøjskolen i Ballerup.

## Ekstern henvisning
- RUF Dual Mode Transport System (på engelsk og dansk)
- Artikel om RUF (august 2013)